# Aspidaspis arctostaphyli
Aspidaspis arctostaphyli är en insektsart som först beskrevs av Cockerell och Robbins 1909.  Aspidaspis arctostaphyli ingår i släktet Aspidaspis och familjen pansarsköldlöss. Inga underarter finns listade i Catalogue of Life.